# Geografia do Benim
Em seu estreito formato de norte a sul e situado na África Ocidental. O Benim tem uma área de 112 620 km² que estende desde o rio Níger a norte com o Oceano Atlântico, no sul, com uma distância de 700 km. seu ponto mais largo de leste a oeste é de 325 km e sua faixa litorânea é de 121 km. O Benim é um dos menores países da África, oito vezes menor que seu vizinho a leste, a Nigéria mas é o dobro que seu vizinho a oeste, o Togo.

## Fronteiras
Fronteira

Total: 1989 km

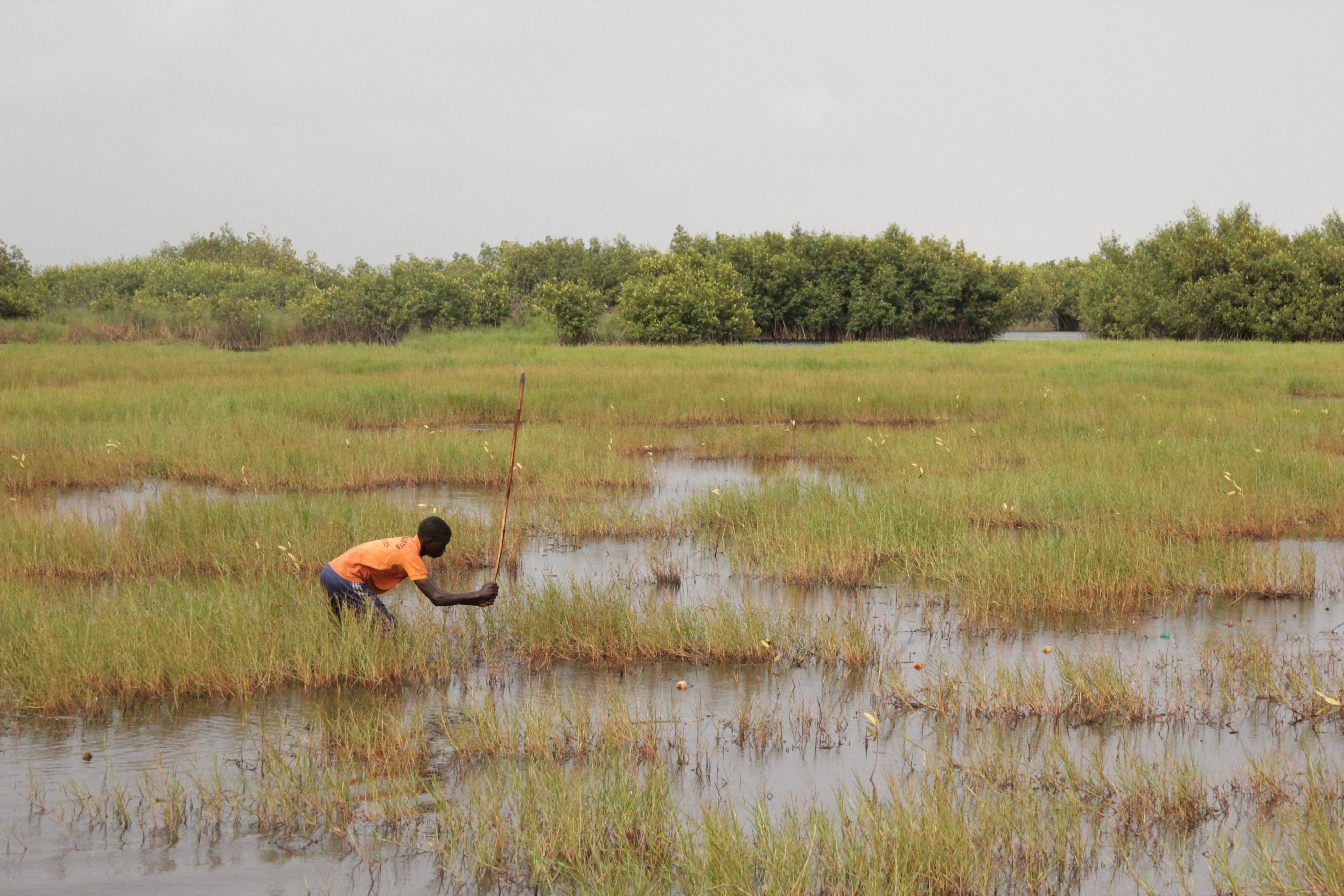
Pesca no sul do Benim

Países fronteiriços: Nigéria: 773 km; Togo: 644 km; Burkina Faso: 306 km; Níger: 266 km
Pontos extremos
- Norte: n/d
- Sul: n/d
- Este: n/d
- Oeste: n/d

## Topografia
A altitude do Benim é quase a mesma para todo o país com uma média de 200 m. A maior parte da população vive nas planícies costeiras do sul, onde se localizam também as maiores cidades do Benim, incluindo Porto-Novo e Cotonou. O norte do país consiste principalmente de savana e de terras altas semi-áridas.
Pontos extremos
- Altitude máxima: Monte Sokbaro (658 m)
- Altitude mínima: Baía do Benim, Oceano Atlântico (0 m)

## Clima
O clima é quente e úmido, com relativamente pouca chuva, se bem que existam duas estações chuvosas (Abril-Julho e Setembro-Novembro).